# Encierros de Brihuega
Los encierros de Brihuega (Guadalajara, España) son un festejo popular taurino que se celebra en dicha localidad durante las fiestas patronales en honor a la Virgen de la Peña. Fueron declarados Fiesta de Interés Turístico Regional en 2009.

## Origen
Estos encierros están considerados unos de los más antiguos de España, ya que se vienen celebrando desde 1584. Además, siguen respetando las particularidades que presentaban en sus orígenes.
Durante el siglo XVI, la tradición se va arraigando, y prueba de ello es la partida destinada a un carpintero por los trabajos realizados para el encierro de los novillos, que figura en un libro de cuentas del consistorio de la época en cuestión.
En 1710, y con motivo de la conmemoración de la victoria de Felipe V en el asalto a Brihuega, durante la guerra de sucesión, se celebró un gran festejo de toros que, entre otros actos, contó con un encierro para los vecinos del municipio.
Hasta los años 60 del siglo XX, el municipio no contó con una plaza de toros estable. Por ello, los toros eran llevados desde la ganadería hasta un cercado situado a unos kilómetros de Brihuega. Llegado el 15 de agosto, los mozos trasladaban los animales desde ese lugar hasta el paraje de Valdelamadera, donde descansaban durante el resto de la jornada. Por la noche, eran llevados al paraje de Valdeatienza para que, al día siguiente se llevan hasta la iglesia de san Felipe, donde permanecían encerrados en el cercado que se habilitaba. De madrugada eran trasladados a la plaza de toros.
Durante un periodo de tiempo, este festejo estuvo prohibido de manera oficial, sin embargo, el arraigo era tal que incluso en esas circunstancias se seguían celebrando, aunque no aparecía indicado en el programa de fiestas.

## Descripción del festejo
La peculiaridad de este festejo, que atrae a mucha gente de distintos puntos del país, radica en que se componen de tres encierros en uno que culminan con un festejo mayor. Tienen lugar durante los días 16 y 17 de agosto por las calles de esta villa amurallada.
El día 16 de agosto, los mozos se reúnen en el Parque de María Cristina sobre las 6 de la tarde para dirigirse hacia la plaza de La Muralla acompañados por la banda de música, que tiene como tradición tocar el pasodoble Sangre torera, al que denominan Parapachumba. Llegadas las 18:30 se sueltan tres cohetes que indican el inicio del encierro. Los toros son trasladados por las calles hasta la salida de la villa donde son recogidos por los jinetes que los acompañan a La Alcarria donde pasarán toda la tarde.
A las 3 de la madrugada del día siguiente, son recogidos y trasladados por la calle San Miguel, en la parte baja del pueblo, hasta San Felipe, donde se prepara un vallado para que puedan descansar. A las 12 de la mañana son llevados de vuelta a la plaza para su enchiqueramiento y posterior lidia en festejo formal. 
Una vez terminado el encierro, se suele proceder a la suelta de vaquillas para el disfrute de los mozos allí congregados.[cita requerida]
Además de por este encierro, Brihuega es conocida dentro del ámbito taurino por su Corrida de Primavera, que en los últimos años ha alcanzado gran relevancia al congregar a los toreros del momento.

## Asociación 16 de agosto
La asociación taurina 16 de agosto nació con el fin de apoyar, conservar, difundir y defender el encierro de la localidad. Con este objetivo, organizan conferencias, concursos, excursiones y demás actividades.

## Reconocimientos
- En 2009 este festejo fue galardonado por la página web www.tradicionestaurinas.com con el trofeo al Mejor Encierro por el Campo y Mejor Organización de la temporada 2008.[12]
- El 28 de julio de 2009, la Dirección General de Turismo y Artesanía de del gobierno de Castilla – La Mancha aprobó una resolución por la que se otorgó a los Encierros de Brihuega el título de Fiesta de Interés Turístico Regional.[13]